# 極北のナヌーク
『極北のナヌーク』（きょくほくのナヌーク、英語: Nanook of the North）は、1922年にアメリカの映画監督ロバート・フラハティによって製作されたサイレント映画。カナダ北部で暮らすイヌイットの文化・習俗を記録した作品で、映画史上、しばしば初のドキュメンタリー映画と説明される。
アメリカ議会図書館がすぐれた映画作品を選び出して半永久的な保存を推奨する制度（アメリカ国立フィルム登録簿）が開始されたさい、「文化的・歴史的・美的価値がきわめて高い」作品として最初の指定作品25本の1つに選ばれている。日本では当初『極北の怪異』の邦題で公開された。

## 概要

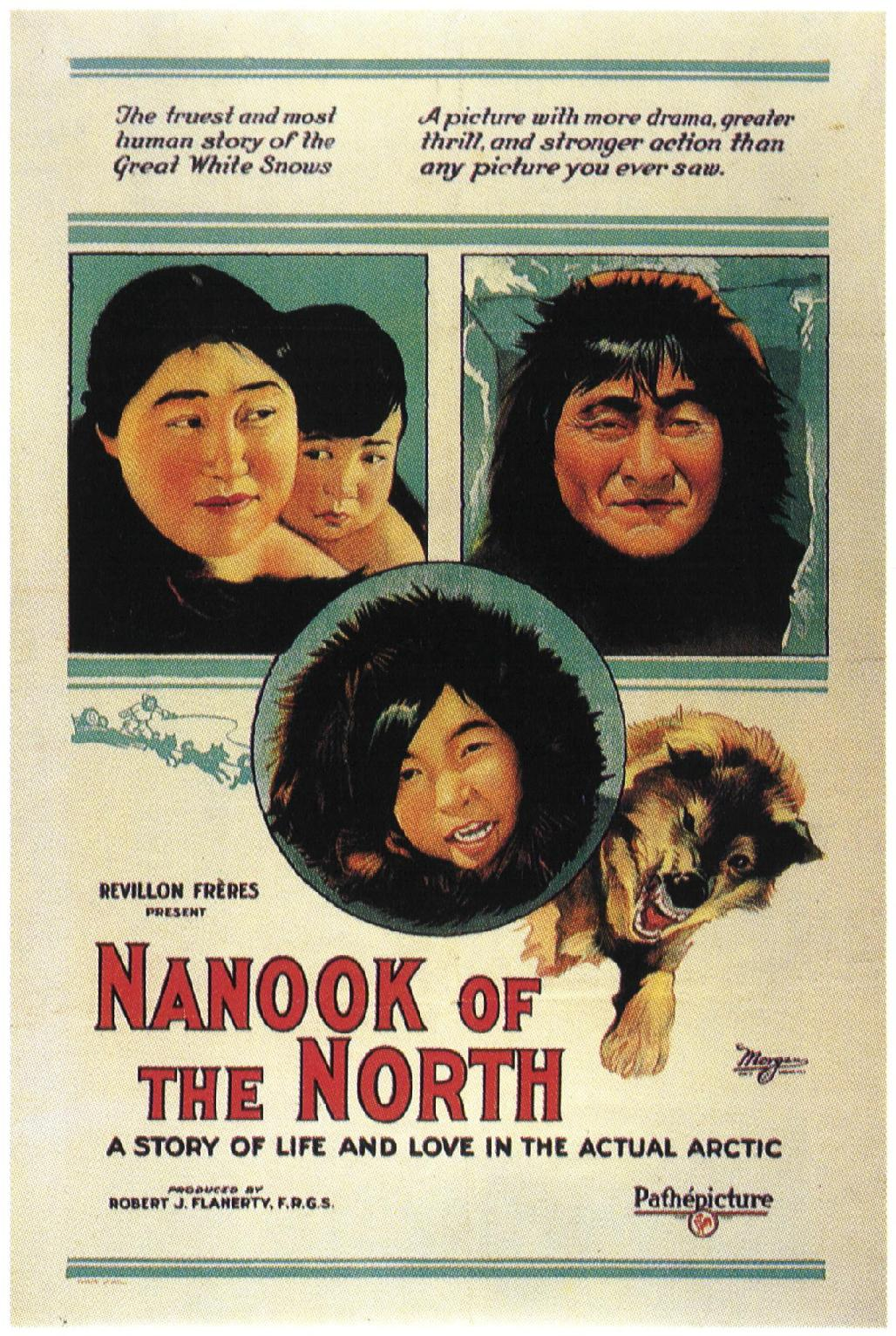
『極北のナヌーク』公開時のポスター

映画の舞台はカナダのケベック州北部アンガヴァ半島に暮らすイヌイットの村で、とくに壮年の狩人「ナヌーク」と妻ナイラ、その子どもたちの一家を主人公とする。作品では、1年の大半が極寒の季節となる過酷な環境で、彼らが家族・村人と協力しながら生活をささえる様子が紹介される。
ナヌークは勇敢な狩人で、銛一本で巨大なアザラシに挑み、カヌーや衣服を自分で作り出す技術も持っている。映画は、ナヌークが銃器や電気など文明の利器を拒み、幼い子どもたちにも古くからの生活の知恵を教育しつづける姿を克明に描いてゆく。

## あらすじ
ナヌークはアンガヴァ半島に住むイヌイットの族長。妻と三人の子、子犬とともに暮らしている。
夏、ナヌーク達は白人の営む交易所にやってきて獲り貯めた毛皮を売る。子供達は映画の撮影スタッフからもらったパンを食べ、ナヌークは蓄音機に驚いてレコードをかじってみる。
やがて冬が近づくとナヌーク達は流氷の上を身軽に渡り歩きながら魚を捕ったり、海辺に集まっていたセイウチを銛で仕留めたりして食料を得る。
更に寒さが厳しくなる中、ナヌーク達は犬橇で雪原を移動し、雪の塊を積み上げて住居（イグルー）を作る。狩りに出た彼らはアザラシが呼吸の為に水面に上がってくるところを仕留める。その帰路、嵐に見舞われた彼らは無人のイグルーに避難し、食事を取って眠りにつく。

## 製作・公開

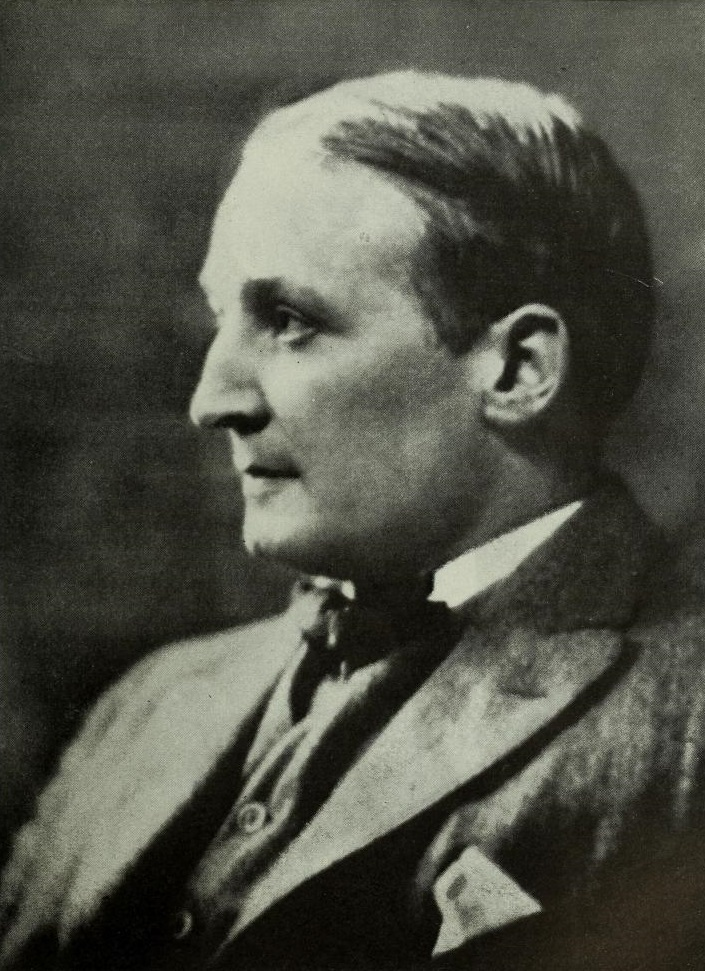
ロバート・J・フラハティ

フラハティは1910年初頭にカナダ太平洋鉄道が開通したさいハドソン湾沿岸部を周遊、そこで厳しい自然に向き合うイヌイットの姿に深く感動して、彼らの生活を記録したいと思うようになった。フラハティは当時普及しはじめていた小型カメラで記録映画を製作しようと考えたが、この時点でフラハティは映画撮影の経験がいっさいなく、ニューヨークの撮影学校で数週間のコースを受けて撮影にのぞんだとされる。
まずフラハティは1914年から1915まで現地に入って三万フィートにおよぶ素材を撮影したが、このときは火災によりそのすべてを焼失してしまう。
しかしフラハティはふたたび撮影計画を立ち上げ、フランスの毛皮メーカーのレヴィヨン兄弟商会から、フラハティ自身の報酬が期限を定めず完成まで毎月500ドル、装備と費用に1万3000ドル、また原住民への報酬として3000ドルの資金援助を得て、1920年から1921年まで現地におもむく。映画は、この２回目の素材をもとに制作された（現在見られるものはさらに1947年にトーキー版として再編集されたものである）。
フラハティは、最初の撮影があまりに自分の視点を強調する旅行日誌風だったことを反省し、2回目の撮影では極力イヌイットたちの視点に合わせて撮影したいと考えた。そのため、このときはスタッフがイヌイットの村に長期間住み込み、彼らと生活を共にしながら撮影を行っている。
作品は2年後に完成するが、それまでの映画とは異なる手法で製作された作品の配給元探しは難航し、アメリカの大手映画会社はどこも配給を拒否したという。しかし最終的にフランスのパテが配給を引き受け、1922年6月11日にニューヨークのキャピトル劇場で封切られると、反響はきわめて大きく「劇映画が空疎に見える真実」とも評された。以後世界各国で上映が相次ぎ、この作品に予算の二倍に相当する5万3000ドルを費やしていたフラハティは製作費を回収することに成功した。当初配給を拒否していたパラマウントは、フラハティの次回作『モアナ』に資金参加を申し出ている。

## 史上初のドキュメンタリー
フラハティはこの成功を踏まえ、厳しい自然環境で暮らす人間の姿をテーマにした『モアナ』(1926)のような作品を相次いで製作してゆく。
このころ、映画というものが記録・啓蒙にきわめて大きな役割を果たしうると考えていたイギリスの映画プロデューサー、ジョン・グリアソン (en) は、フラハティの作品を絶賛し、その批評の中で「ドキュメンタリー」という言葉を初めて用いた。『極北のナヌーク』が「世界初のドキュメンタリー」と呼ばれることがあるのは、そのためである。

### 撮影手法

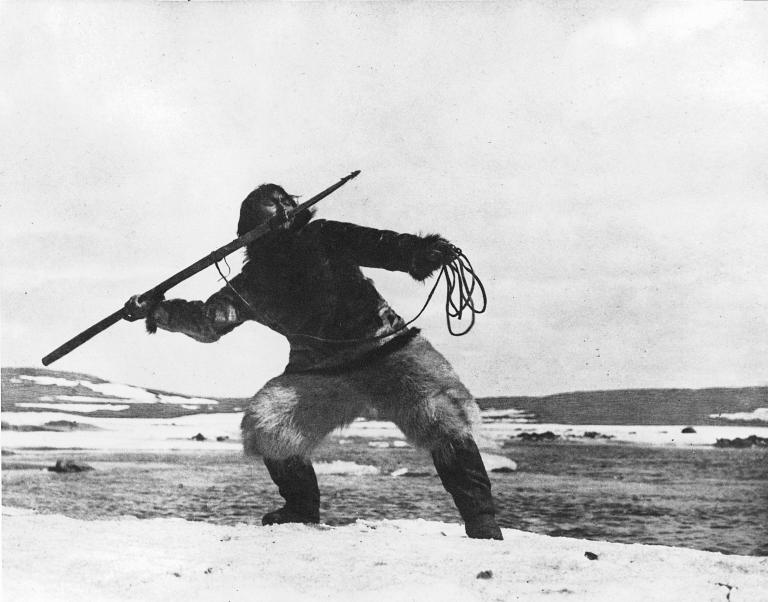
銛をかまえる「ナヌーク」

しかし『極北のナヌーク』の撮影手法は、現在多くの人が「ドキュメンタリー」という言葉から連想するものとは大きく異なっている。
まず「ナヌーク」という名前は実在せず、彼の実際の名前「アラカリアラック（Allakariallak）」が観客に受け入れられないと考えたフラハティが創造した、架空の名前である。彼の妻「ナイラ」も同様で、実際の名前は「アリス」だった。
さらに「ナヌーク」の一家は本当の家族ではなく、イヌイットの村から募った協力者を同じ家に集めて家族のように撮影しており、狭い氷の住居「イグルー」内での生活も、実際には撮影用に組み立てた大型のセットを使って撮影された。
そして映画では「ナヌーク」が蓄音機を初めて見て驚愕するなど「文明」との距離感が繰り返し強調されるが、実際には当時のイヌイットの生活はかなり近代化されており、すでに電気や銃器を利用する村人も多かったことが分かっている。

### 当時の「ドキュメンタリー」

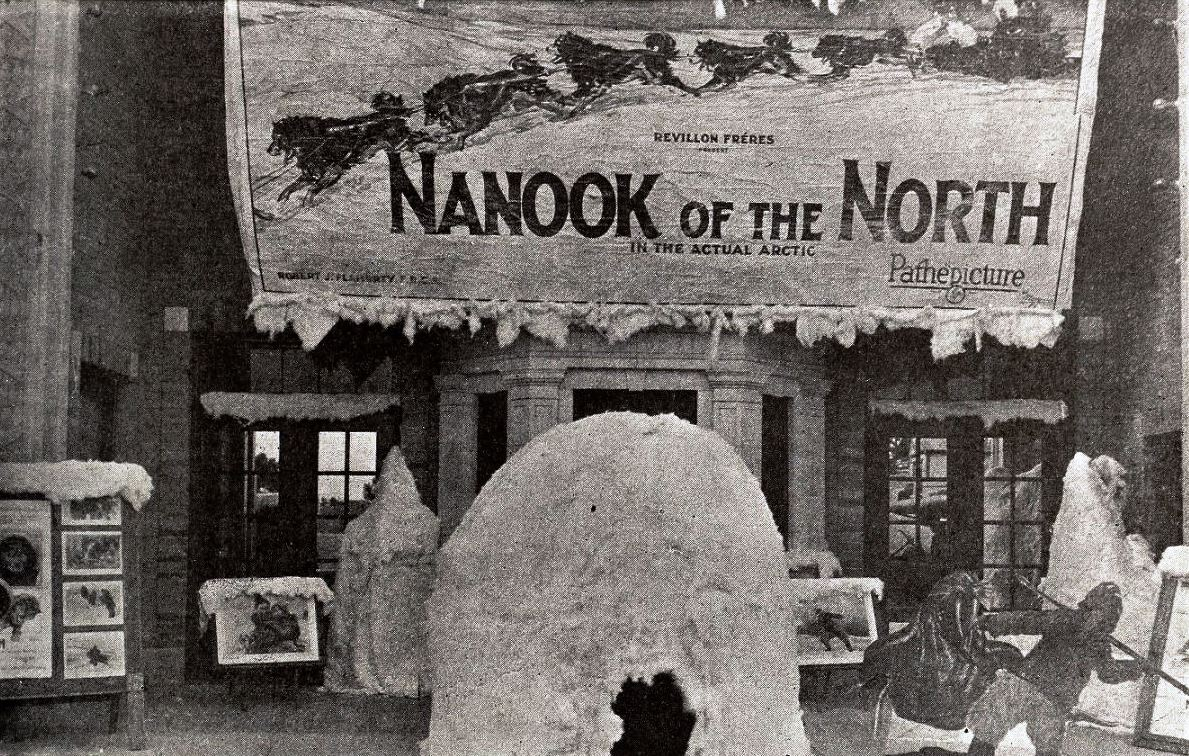
本作を上映しているカリフォルニアの映画館（1923年）。宣伝のため狩の様子などを再現した模型が看板の下に並べられている。

現在の感覚からはかけはなれたこうした撮影が行われ、また広く許容されたのは、まず「ドキュメンタリー」という言葉自体が存在せず一般の劇映画との境界があいまいだったこと、そして「ドキュメンタリー」という言葉が登場したあとも、それが現在のニュース報道のように事実を記録・伝達すべきものと考えられていなかったことが背景にあるとされる。
ドキュメンタリーという言葉を考案したグリアソンは、その社会的効用がまず何よりも「プロパガンダ」にあると訴え、フラハティのような演出を積極的に容認していた（当時「プロパガンダ」にはまだ批判的な語義はなかった）。
そのころデューイとリップマンの論争をきっかけに英語圏で大きな問題になっていた「一般大衆は十分な情報をもつ知的な有権者たりうるか」という課題に対して、それは映像のもつ力を利用して「大衆に情報を与え、社会の進むべき道を指ししめす」ことによって可能だ、というのがグリアソンの立場であり、彼にとってのドキュメンタリー映画の役割だった。
こうした考え方は当時多くの人に共有されており、そのために『極北のナヌーク』が記録映画として喧伝されても撮影手法が問題視されることはなかった。
その後もフラハティは、グリアソンのドキュメンタリー観を理論的支柱として、『アラン島』(1934)のような「過酷な自然環境で暮らす高貴な人間の姿」というテーマを掲げる作品を作り続けている。

## 評価
上記のような撮影手法のため、現在では『極北のナヌーク』が当時のイヌイットの姿を正確に記録した作品とは考えられていないが、長期にわたる現地滞在で撮影された極北の長い夜・厳しい嵐といった自然の姿、さらにフラハティを信頼したイヌイットたちのくつろいだ様子など貴重な映像がフィルムに残されたことは、近年になって高く評価されるようになった。
また映画理論や映像人類学の分野では、「ドキュメンタリー」という手法が不可避的にはらむ事実と演出の関係を検討する素材としても重要な作品になっている。
2014年、イギリスの映画専門誌『サイト＆サウンド』で「優れたドキュメンタリー映画」ランキングの第7位。2005年、映画批評家のロジャー・イーバートは映画の主人公ナヌークを「映画にとられたなかで最も生き生きしていて忘れがたい人物の一人」と表現した。Rotten Tomatoesでは35レビューに基づき100パーセント評価を獲得。批評家の総意は「魅力的なドキュメンタリーと視覚的な妙技。極めて厳しい環境における生活のダイナミックな描写で『極北のナヌーク』は魅了している」である。

## 関連文献
- Barnouw, Erik. Documentary : a history of the non-fiction film, New York : Oxford University Press, 1993.（エリック・バーナウ『ドキュメンタリー映画史』安原和見訳、筑摩書房 2015）
- Flaherty, Frances Hubbard. The odyssey of a film-maker : Robert Flaherty's story, Putney, Vt. : Threshold Books 1984（フランシス・H.フラハティ『ある映画作家の旅 : ロバート・フラハティ物語』小川紳介訳、みすず書房、1994）
- Matheson, Sue. "The “True Spirit” of Eating Raw Meat: London Nietzsche, and Rousseau in Robert Flaherty's Nanook of the North (1922)", Journal of Popular Film & Television, 39:1, 12-19, 2011.
- Nichols, Bill. Introduction to Documentary, 3rd ed., Bloomington, IN : Indiana University Press, 2017
- Nichols, Bill. "Documentary Reenactment and the Fantasmatic Subject," Critical Inquiry 35 (Autumn 2008)
- Raheja, Michelle. "Reading Nanook's Smile: Visual Sovereignty, Indigenous Revisions of Ethnography, and Atanarjuat (The Fast Runner)" American Quarterly, Volume 59, Number 4, December 2007
- Rony, Fatimah Tobing, The Third Eye: Race, Cinema, and Ethnographic Spectacle, Duke University Press, 1996.
- Rothman, William. "The Filmmaker as Hunter: Robert Flaherty's Nanook of the North", Documenting the Documentary, ed. By Barry Keith Grant and Jeannette Sloniowski, Detroit: Wayne State UP, 2013.